# Sent Laurenç de Pèiralonga
Sent Laurenç de las Comas (en francès Saint-Laurent-des-Combes) és un municipi francès situat al departament de la Gironda i a la regió de la Nova Aquitània.

## Demografia
| 1962                                       | 1968 | 1975 | 1982 | 1990 | 1999 | 2007 |
| ------------------------------------------ | ---- | ---- | ---- | ---- | ---- | ---- |
| 349                                        | 394  | 401  | 418  | 377  | 347  | 315  |
| Des de 1962: població sense dobles comptes |      |      |      |      |      |      |

## Administració
| Període | Identitat     | Partit |
| ------- | ------------- | ------ |
| 2008-   | Alain Vallade |        |